# 比特施泰特
比特施泰特（德語：Büttstedt）是德国图林根州的市镇，隶属于艾希斯费尔德县。总面积为7.52平方千米，截至2023年12月31日总人口为861人。